# Dlhá nad Kysucou
Dlhá nad Kysucou (węg. Dlhavölgy) – wieś i gmina (obec) w powiecie Czadca, kraju żylińskim, w północnej Słowacji.
Dlhá nad Kysucou do 1948 była osadą wsi Dlhé Pole, od 1949 osadą Turzówki, zaś w 1954 stała się samodzielną wsią.